# Priguibski
Priguibski - Пригибский (rus) - és un khútor del krai de Krasnodar, a Rússia. Es troba a la zona de llacunes formades per la desembocadura del riu Kirpili. És a 55 km al nord-oest de Kalíninskaia i a 108 km al nord-oest de Krasnodar.
Pertany a l'stanitsa de Grívenskaia.